# Pierluigi Chicca
Pierluigi Chicca (n. 22 decembrie 1937, Livorno, Italia – d. 18 iunie 2017, Roma, Italia) a fost un scrimer italian, medaliat olimpic. A participat la 3 ediții ale Jocurilor Olimpice (1960, 1964, 1968) în care a câștigat două medalii de argint și o medalie de bronz.